# ラブリン・モンロー
『ラブリン・モンロー』はジョージ秋山による日本の漫画。1989年から1993年にかけて『週刊ヤングマガジン』（講談社）で掲載された。副題は「聖豚女伝説」。単行本は全13巻発売されたが、絶版となりプレミアがついている。
第二次世界大戦の頃のヨーロッパをモデルに、擬人化された動物たちが物語を展開する。天真爛漫な少女ラブリン・モンロー、一匹狼的な不良チンピラーノ、侵略者ナチツ・ドイツメ軍のウルフ大佐などが登場する。

## 主要な登場人物

### ブータント国
ラブリン・モンロー

チンピラーノ

### レジスタンス
バッファロール

ヤラセルノ

### ナチツ・ドイツメ軍
ウルフ大佐
ア・ウルフ・ヒットラン総統
ロンリー中尉
タモ少尉
マイク上等兵（マイク・ラマ）
ワレサ上等兵
コスイギン